# Karl Kroner
Pour les articles homonymes, voir Kroner.
Karl Kroner, né le 21 août 1878 à Berlin et mort le 6 février 1954 en Islande, est un psychiatre allemand.

## Biographie
Karl Kroner fait des études de médecine. Durant la Première guerre mondiale, il combat dans l'armée allemande à Verdun et Sedan. Le conflit terminé, il se met à travailler dans divers hôpitaux aux environs de Berlin. C'est dans les années 1920 qu'il commence à exercer seul sa profession de psychiatre. En novembre 1938, à la suite de l'arrivée au pouvoir des nazis et aux nouvelles mesures antisémites, il est interné dans le camp de concentration de Sachsenhausen. Après sa libération, il s'installe à Reykjavik et se spécialise dans le domaine de la neurologie.

### Collaboration avec les services de renseignement américains
En 1943, Kroner déclara à l'OSS que Adolf Hitler, à la suite de son séjour à l’hôpital de Pasewalk en 1918, aurait été l'objet d'une expertise psychologique par Edmund Forster et que celui-ci lui aurait diagnostiqué des troubles hystériques,,,. Travaillant alors sur la personnalité du dictateur allemand, l'OSS considéra cette déclaration comme crédible et en fit la pièce maîtresse de son rapport. Rien cependant ne vint prouver les affirmations de Kroner, Forster étant mort en 1933 et le rapport médical de Hitler égaré au cours des années 1920. 
La déclaration de Kroner resta longtemps secrète avant d'être exhumée dans les années 1970 par l'historien John Toland. Il s'ensuivit de nombreuses publications, les historiens[Qui ?] défendant plus ou moins la thèse de l'expertise psychiatrique effectuée à Pasewalk en 1918. 
En 1982, Ottmar Katz, le biographe de Theodor Morell, soupçonna Kroner d'avoir menti dans ses déclarations. Il lui reprocha en effet d'avoir trop peu connu Edmund Forster pour connaître des détails de son passage à l’hôpital de Pasewalk. Les dires de Karl Kroner furent à nouveau remis en cause par Peter Theiss-Abendroth en 2008 puis Jan Armbruster en 2009.